# 肉叶雾冰藜
肉叶雾冰藜（学名：Bassia sedoides）为苋科雾冰藜属的植物。分布在中欧各国、俄罗斯、蒙古以及中国大陆的新疆等地，生长于海拔500米的地区，多生长在碱地、戈壁滩以及碱化的草原上，目前尚未由人工引种栽培。